# Каменобродский, Альфред Адольфович
Альфред Адольфович Каменобродский (пол. Alfred Kamienobrodzki; 10 марта 1844, Тарнув — 25 ноября 1922, Львов) — архитектор, художник-акварелист, общественный деятель.

## Биография
Родился в Тарнове (Австрийская империя) в семье Адольфа Каменобродского (1814—1864), служащего магистрата города Тарнув, и Александры Домбровской.

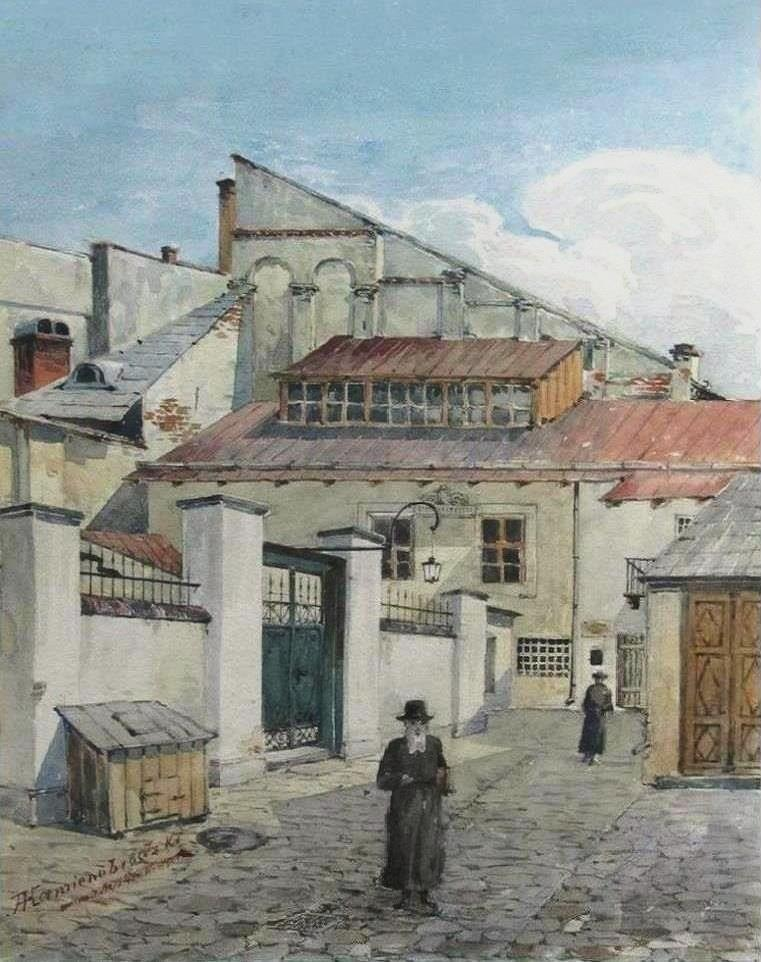
Синагога «Золотая Роза», художник А. Каменнобродский, конец XIX века

В 1863 году участвовал в восстании 1863 года и уже в одном из первых сражений был сильно ранен. Учился рисунку в Кракове у Леона Дембовского. Затем обучался в Школе искусств в Париже. Затем, в 1870—1874 годах, изучал архитектуру в Венском политехе. С 1877 года был членом Политехнического общества во Львове, а с 1879 года вошел в правление общества. С 1885 года вместе с Мацеем Вшелячинским издавал журнал «Immobilaria».
Скончался 22 ноября 1922 года. Похоронен на Лычаковском кладбище.

## Реализованные проекты
- Жилой дом по улице Сапеги (ныне Бандеры) № 7 (1877 год);
- Госпиталь и приют под опекой св. Винсента де Поля Жилой дом по улице Театинський (ныне ул. М. Кривоноса) № 1а (1880 год);
- Вилла Каменобродского по ул. Технической № 2 (1881 год);
- Школа имени Тадеуша Чацкого на ул. Котлярской № 9 (1891; ныне здание занял Львовский технологический лицей);
- Еврейский приют для сирот по улице Яновской (ныне Шевченко) № 34 (1894; теперь здание заняла средняя школа № 33);
- Костел в селе Родатичи Городокского района (1897—1898);
- Трехэтажный, жилой дом слева от ворот Стрельницы (1898—1899)
- Проект погребальной часовни для кладбища в Теребовле (1905);
- Реконструкция синагоги «Темпль» в 1906—1907 годах. Синагогу уничтожили нацисты и коллаборационисты в 1942 году.